# Always with you
「Always with you」（オールウェイズ ウィズ ユー）は、GENERATIONS from EXILE TRIBEの6枚目のシングル。2014年9月3日にrhythm zoneから発売された。

## 概要
前作「NEVER LET YOU GO」から約5カ月ぶりのリリースで、2014年第2弾シングル。「CDのみ」「CD＋DVD」「ワンコイン」「ミュージックカード」の4形態で発売。
カップリング曲「花」は、ORANGE RANGEが2004年に発表した「花」をカバーしたもの。
2014年9月5日、テレビ朝日系『ミュージックステーション』に初出演し、表題曲「Always with you」を披露した。同番組は2013年にEXILE TRIBEの一員として出演した経験があったものの、GENERATIONSとしての出演は初のことであった。

## メディアでの使用
「Always with you」は、読売テレビ・日本テレビ系木曜ドラマ『獣医さん、事件ですよ』主題

## 収録曲

### CD
1. Always with you [3:47]
作詞：Haruka Mizuguchi、作曲：SKY BEATZ・FAST LANE
2. 花 [4:11]
作詞：ORANGE RANGE、作曲：ORANGE RANGE、編曲：福田貴史
3. Always with you (Instrumental)
4. 花 (Instrumental)
【Special bonus track】
5. NEVER LET YOU GO (English Version) [4:12]
作詞：岡田マリア、作曲：SKY BEATZ・FAST LANE・Chris Hope・J FAITH

### DVD
1. Always with you (Music Video)